# 商業登記
商業登記（しょうぎょうとうき）とは、日本において商法などに規定された商人の一定の事項について商業登記簿に記載して公示するための登記をいう。

## 総則
商業登記には、次のようなものがある。
- 変更の登記

登記事項に変更があった場合にされる登記をいう（法第1条の2第2号）。
- 消滅の登記

登記した事項が消滅した場合にされる登記をいう（法第1条の2第3号）。
商業登記の事務は、登記所（法務局）において登記官が行う（法第1条の3）。尚、登記官またはその配偶者若しくは4親等内の親族が登記の申請人であるときは、当該登記官は除斥の対象となる（法第5条）。
登記は、当事者の申請又は官庁の嘱託に基づいて行う（法第14条）。登記の申請があったときは、登記官はこれを受け付け、受付番号を付す（法第21条）。受付番号は毎年更新される（規則第4条）。
法第24条各号の却下事由に当たらない場合は、登記官は、申請に基づいて登記簿に記録する。

## 商業登記の種類
商業登記には以下のような種類がある（法第6条）。登記簿には、12桁からなる会社法人等番号（特定の会社、外国会社その他の商人を識別するための番号）を記録する（法第7条、規則第1条の2）。

### 個人商人の登記
1. 商号登記
2. 未成年者登記
3. 後見人登記
4. 支配人登記

### 会社の登記
1. 株式会社登記
2. 合名会社登記
3. 合資会社登記

## 登記事項の分類

### 絶対的登記事項と相対的登記事項
- 絶対的登記事項

商人による登記が強制されており罰則が設けられている登記事項
- 相対的登記事項

登記が商人の任意に任されている登記事項

### 設定的登記事項と免責的登記事項
- 設定的登記事項
- 免責的登記事項

## 商業登記の効力
- 一般的効力（商法第9条1項前段・会社法第908条1項前段）
  - 消極的公示力

登記すべき事項は実体が生じているものであっても登記前には善意の第三者に対抗できない
  - 積極的公示力（商法第9条1項後段・会社法第908条1項後段）

登記すべき事項について登記がなされた後であれば善意の第三者にも対抗しうる
第三者が正当な理由で登記を知らなかった場合には対抗できない
- 不実登記の効力

故意・過失により不実の事項を登記した者は、不実である登記事項について善意の第三者に対抗できない（商法第9条2項・会社法第908条2項）。
- 特殊的効力
  - 創設的効力
  - 補完的効力
  - 付随的効力

## 登記事項

### 登記簿の区
- 商号区
- 目的区
- 株式･資本区
- 役員区
- 役員責任区
- 会社支配人区
- 支店区
- 新株予約権区
- 会社履歴区
- 企業担保権区
- 会社状況区
- 登記記録区

## 不動産登記との比較
不動産登記が登記権利者と登記義務者との共同申請主義を原則にしているのに対して、商業登記は例外のない単独申請主義となっている。共同申請もありえそうな商号の譲渡の登記に至るまで単独申請となっているため、制度の一貫性が貫かれているといえる。

## コンピュータシステム化
登記事務の大量・複雑化に対応するため、1988年（昭和63年）、登記事務のコンピュータ・システム化を行うこととする法改正が行われ（「不動産登記法及び商業登記法の一部を改正する法律」（昭和63年法律第81号））、移行作業が完了した登記所について順次法務大臣が指定を行い、指定された登記所においてコンピュータ・システムによる登記事務を行うこととなった（商業登記法附則138条の2）。移行作業は、東京法務局墨田出張所（指定の効力発生　平成2年6月14日)からスタートし、旭川地方法務局礼文出張所および同利尻出張所が平成19年5月21日、既に実施済みだった稚内支局に統合されたことにより、日本全国の登記所の商業登記のコンピュータ化が完了された。
コンピュータシステムにおいては、登記簿とは商法、会社法その他の法律の規定により登記すべき事項が記録される帳簿であつて、磁気ディスク（これに準ずる方法により一定の事項を確実に記録することができる物を含む。）をもつて調製するものをいう、ということとされている（商業登記法第1条の2第1号）。
コンピュータシステムに移記されて新たに起こされた登記記録には、登記記録に関する事項の欄に「平成元年法務省令第15号附則第3項の規定により平成何年何月何日移記」と記載されている。